# 諏訪優
諏訪 優（すわ ゆう、1929年4月29日 - 1992年12月26日）は、日本の詩人、翻訳家。

## 略歴
東京生まれ。1949年明治大学文芸科卒。在学中より吉本隆明らと詩誌『聖家族』を創刊。ウィリアム・バロウズやアレン・ギンズバーグといったアメリカのビート・ジェネレーションの影響を受け、その作品を翻訳して日本へと紹介した。ギンズバーグやゲーリー・スナイダーとは直接の交流もあった。
息子は俳優の諏訪太朗。佐野元春と深い交友があった。

## 著書
- 『YORUを待つ 詩集』（ユリイカ） 1959
- 『アメリカ現代詩手帖』（思潮社） 1961
- 『アレン・ギンズバーグ』（Doin’グループ） 1963、のち弥生書房
- 『ビート・ジェネレーション』（紀伊国屋新書） 1965
- 『アメリカ文学うら街道』（文建書房） 1966
- 『女流詩人』（新書館） 1966
- 『精霊の森 詩集』（思潮社） 1967
- 『吠える 諏訪優評論集』（他人の街社） 1970
- 『西風の幻の鳥よ 短篇集』（弥生書房） 1972
- 『この大陸は種子なのだ アメリカ文明のゆくえ』（研究社出版） 1973
- 『アメリカ・その他の旅　詩集』（NOVAKAST PRESS） 1973
- 『日没の夢の中で』（白川書院） 1975
- 『帰る場所 諏訪優詩集』（紫陽社） 1977
- 『ニャンニャンミャオミャオ』（西川治写真、サンリオ、ギフトブックライブラリー） 1978
- 『谷中草紙 諏訪優詩集』（国文社） 1980
- 『諏訪優詩集』（思潮社、現代詩文庫） 1981
- 『田端事情 詩集』（思潮社） 1983
- 『芥川竜之介の俳句を歩く』（踏青社） 1986
- 『太宰治の墓 その他』（思潮社） 1986
- 『坂のある町』（棚谷勲銅版画、踏青社） 1987
- 『太郎湯』（思潮社） 1988
- 『田端日記』（思潮社） 1993
- 『東京風人日記』（広済堂出版） 1994
- 『山室静論』（堀江泰紹編、町田ジャーナル社） 2000

## 編集
- 『猫をかく』（国文社） 1979

## 翻訳
- 『ゲバラの魂』（訳編、天声出版） 1968
- 『アメリカ・ニグロ詩集』（訳編、思潮社、現代の芸術双書） 1969
- 『アメリカ反戦詩集』（ダイアン・ディ・プリマ編、共訳、秋津書店） 1972
- 『うたうよ、クマのプーさんが』（A・A・ミルン、望月典子共訳、サンリオ） 1976
- 『神話を生きる レナード・コーエン詩集1』（レナード・コーエン、JCA） 1977
- 『ノヴァ急報』（ウィリアム・バロウズ、サンリオ） 1978
- 『ディランが街にやってきた ローリング・サンダー航海日誌』（サム・シェパード、菅野彰子共訳、サンリオ） 1978、のち河出文庫
- 『ケルアックズタウン』（バリー・ギフォード、思潮社） 1988
- 『不思議な果実 アメリカ黒人詩集』（訳編、思潮社） 1988
- 『ケルアックと仲間たち ビート・ジェネレーション・アルバム』（フレッド・W・マクダラー編、共訳、思潮社） 1990

### アレン・ギンズバーグ
- 『ギンズバーグ詩集』（アレン・ギンズバーグ、訳編、思潮社、現代の芸術双書） 1965
- 『麻薬書簡』（ウイリアム・バロウズ, アレン・ギンズバーグ、飯田隆昭共訳、思潮社、現代の芸術双書） 1966
- 『カディッシ』（ギンズバーグ、立花之則共訳、思潮社） 1969
- 『破滅を終らせるために ギンズバーグのことば』（ギンズバーグ、編訳、思潮社） 1971
- 『宇宙の息』（ギンズバーグ、晶文社） 1977
- 『悲しき花粉の輝き 詩集』（ギンズバーグ、昭森社） 1978
- 『インド日記 1962 - 1963』（ギンズバーグ、サンリオ） 1980

## 参考
- 『日本近代文学大事典』（講談社） 1984
- 『文藝年鑑2011』（新潮社） 2010